# Pai Hsiao-ma
Pai Hsiao-ma (chinesisch 白驍馬; * 7. Mai 1986, ursprünglich Pai Min-jie, chinesisch 白旻潔) ist eine taiwanische Badmintonspielerin.

## Karriere
Pai Min-jie wurde bei der Welthochschulmeisterschaft 2006 Zweite im Dameneinzel. Im Uber Cup 2006 wurde Pai Min-jie Dritte mit dem taiwanischen Damenteam. Bis ins Viertelfinale konnte sie sich bei den Dutch Open 2006 vorkämpfen. Bei den Asienspielen 2006 unterlag sie im Einzel im Auftaktmatch ebenso wie bei der China Open Super Series 2007, Japan Super Series 2007 und der Hong Kong Super Series 2007.
Unter neuem Namen Pai Hsiao-Ma wurde sie bei den Asienspielen 2010 Neunte im Dameneinzel. Bei der Denmark Super Series 2010 wurde sie 17. im Mixed. Die gleiche Platzierung erreichte sie bei der Malaysia Super Series 2011, der All England Super Series 2011 und der Korea Open Super Series 2011.

## Sportliche Erfolge
| Saison | Veranstaltung              | Disziplin   | Platz | Name                       |
| ------ | -------------------------- | ----------- | ----- | -------------------------- |
| 2006   | Welthochschulmeisterschaft | Dameneinzel | 2     | Pai Min-jie                |
| 2006   | Dutch Open                 | Dameneinzel | 5     | Pai Min-jie                |
| 2006   | Uber Cup                   | Damenteam   | 3     | Taiwan                     |
| 2010   | Asienspiele                | Dameneinzel | 9     | Pai Hsiao-ma               |
| 2010   | Denmark Open               | Mixed       | 17    | Lin Yen-jui / Pai Hsiao-ma |
| 2011   | Korea Open                 | Dameneinzel | 17    | Pai Hsiao-ma               |
| 2011   | All England                | Dameneinzel | 17    | Pai Hsiao-ma               |
| 2011   | Malaysia Open              | Dameneinzel | 17    | Pai Hsiao-ma               |
| 2013   | Polish Open                | Dameneinzel | 2     | Pai Hsiao-ma               |
| 2013   | Bangladesh International   | Dameneinzel | 1     | Pai Hsiao-ma               |